# L'Œil du dragon (jeu vidéo)
Pour le roman, voir L'Œil du dragon.
L'Œil du dragon (The I of the Dragon ou I of the Dragon) est un jeu vidéo de rôle et de stratégie en temps réel développé par Primal Software et édité par Strategy First, sorti en 2004 sur Windows et Mac.

## Système de jeu
Le jeu est un mélange de jeu de rôle dont le personnage contrôlé par le joueur est un dragon et stratégie (construction et défense d'une ville à l'aide de soldats).

## Accueil
- GameSpot : 6/10[1]